# Sigmella schenklingi
Sigmella schenklingi är en kackerlacksart som först beskrevs av Heinrich Hugo Karny 1915.  Sigmella schenklingi ingår i släktet Sigmella och familjen småkackerlackor.
Artens utbredningsområde är Zambia.

## Underarter
Arten delas in i följande underarter:
- S. s. schenklingi
- S. s. biguttata